# Acacallis
Acacallis es un género pequeño con unas 5 o 6 especies de orquídeas. Se distribuye por Suramérica desde Brasil, Venezuela, Perú hasta Colombia.

## Descripción
Las hojas son oblongo lanceoladas con unos pecíolos cortos Poseen unos pseudobulbos fusiformes ligeramente comprimidos, rugosos cubiertos con brácteas. Presentan un rizoma rastrero visible, y las inflorescencias son basales de unos 30 cm de longitud ligeramente más larga que las hojas, se desarrollan erectas para luego arquearse.
Se pueden producir desde unas pocas, a 10 flores olorosas, floreciendo desde finales del invierno, hasta principios de verano. El color puede variar desde blanco a purpúreo y rosado. 
```
orquídeas no tienen un cultivo fácil debido a sus grandes requerimientos.
```

## Hábitat
Las especies del género son normalmente epífitas. Se desarrolla en bosques con altas temperaturas y un grado de humedad muy elevado. En la naturaleza se encuentran debajo del dosel forestal en la humedad de la parte baja, protegidas de la luz solar directa. A veces se encuentran en el borde de los ríos que en las crecidas parte de la planta está cubierta por el agua y solo sobresalen las flores.

## Taxonomía
El género fue descrito por John Lindley y publicado en Folia Orchidacea. Acacallis 4. 1853.
Etimología
Acacallis: nombre genérico que es una versión latinizada del griego antiguo "Ακακαλλίς, akakallis ", una ninfa que era amante del dios Apolo.

## Especies
- A. caerulea Schltr. 1918
- A. cyánea Lindley 1853
- A. fimbriata (Rchb. f.) Schltr 1918
- A. hoehnei Schltr. 1918
- A. oliveriana (Rchb.f.) Schltr. 1914
- A. rosariana V.P. Castro & da Silva 2001